# Aloe bellatula
Aloe bellatula é uma espécie de liliopsida do gênero Aloe, pertencente à família Asphodelaceae.